# Республіканський стадіон імені Тофіка Бахрамова
Республіканський стадіон імені Тофіка Бахрамова (азерб. Tofiq Bəhramov adına Respublika Stadionu) — футбольний стадіон, розташований у столиці Азербайджану Баку. На ньому виступають збірна Азербайджану з футболу та футбольний клуб «Карабах» (Агдам) (грає у чемпіонаті Азербайджану).

## Історія
Будівництво стадіону розпочалось 1939 але через Другу світову війну стадіон було відкрито 16 вересня 1951 року та отримав назву Йосип Сталін. XX з'їзд КПРС, що засудив культ Сталіна призвів до перейменувння назви стадіону на Володимир Ленін, яку змінили лише  в 1993 році коли помер відомий азербайджанський арбітр Тофік Бахрамов.
У 2011-2012 стадіон був реконструйований, офіційно відкрився після реконструкції 16 серпня 2012 року. У вересні-жовтні того року на стадіоні пройшли матчі жіночого чемпіонату світу з футболу (U-17), зокрема матч відкриття та фінал.
Стадіон був головною ареною Європейських ігор 2015.

## Концерти
На стадіоні з концертами виступали такі співаки, як Шакіра, Елтон Джон, Дженніфер Лопес та Таркан.

### Список концертів
| Концерт         | Концерт         | Концерт                                       | Концерт |
| Дата            | Артист(и)       | Турне/Назва концерту                          | Глядачі |
| --------------- | --------------- | --------------------------------------------- | ------- |
| 30 червня 2006  | Таркан          | Сольний виступ                                | 55,000  |
| 13 жовтня 2012  | Шакіра          | Жіночий чемпіонат світу з футболу 2012 (U-17) | 40,000  |
| 23 вересня 2007 | Елтон Джон      | The Captain and the Kid Tour                  | 32,000  |
| 22 вересня 2012 | Дженніфер Лопес | Жіночий чемпіонат світу з футболу 2012 (U-17) | 30,000  |
| 10 червня 2007  | Айгюн Казимова  | Сольний виступ                                | 29,000  |
| 19 квітня 2013  | Конул Хасієва   | Сольний виступ                                | 15,000  |